# 中央民族大学
中央民族大学（ちゅうおうみんぞくだいがく、英語: Minzu University of China）は、中華人民共和国北京市に本部を置く中国の国立大学。1951年創立、1941年大学設置。大学の略称は民大。
北京市海淀区魏公村に所在し、国家民族事務委員会が管理する国立大学で国家重点大学にも指定されている。中国の国家重点大学建設プロジェクト「985工程」、「211工程」のメンバー校でもある。中国少数民族教育の最高学府として少数民族の高級人材養成を使命とし、中国の56民族すべてを一堂に集める。在校生1.6万人（2015年11月）余りで、全日制学部学生の70%前後が少数民族となっている。民大と略称する。

## 沿革

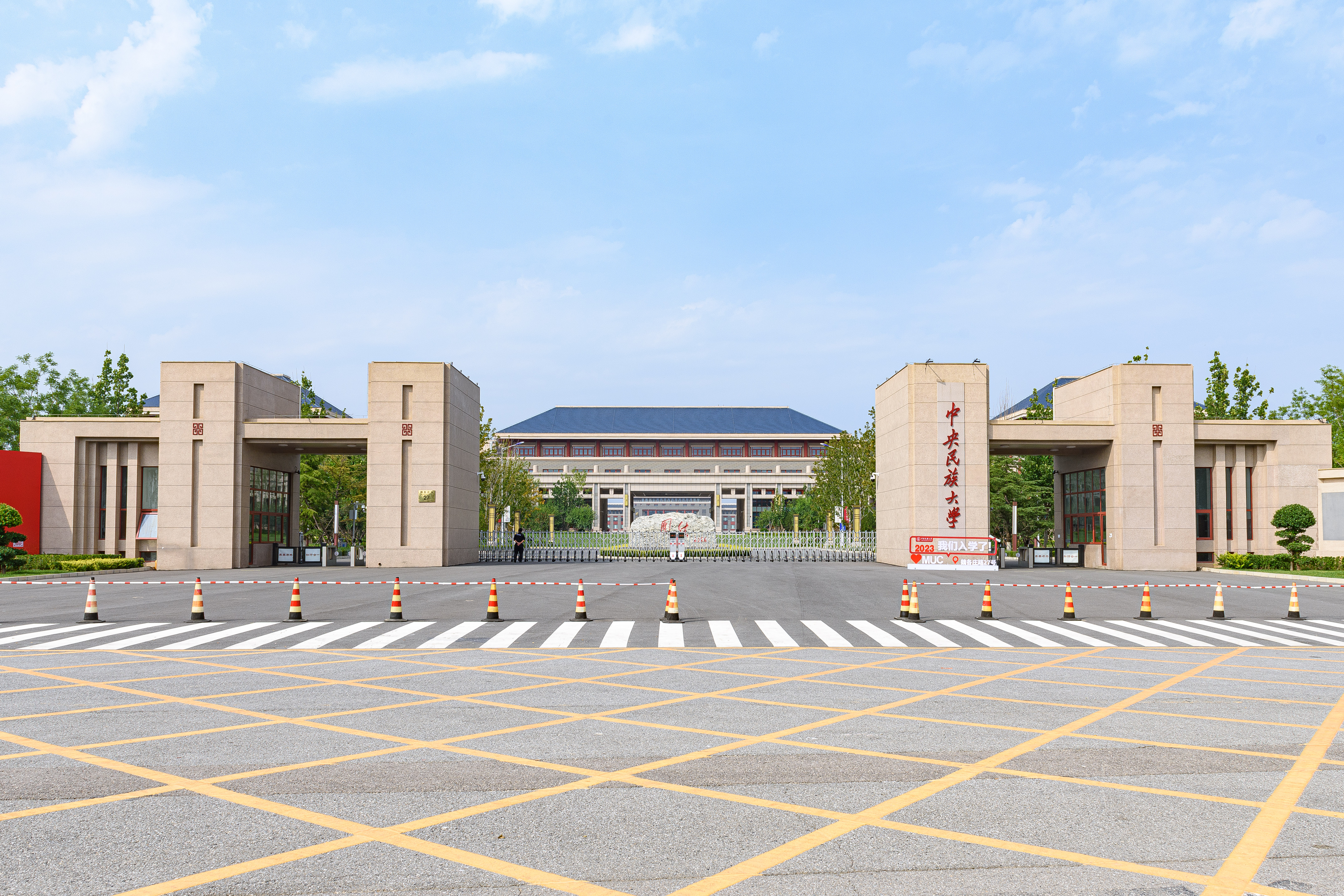
中央民族大学豊台キャンパス

1941年10月延安に成立した延安民族学院を前身とする。1951年6月11日、北京で中央民族学院が成立し、前中国国家副総理ウランフ（モンゴル族）が初代学長に就任した。当初は民族学や社会学、言語学を中心としたが、1980年代に科学系学部も充実したため、1993年11月30日中央民族学院は中央民族大学と改称した。現任学長は黄泰岩教授。2001年の創立50周年記念日に朱鎔基総理が学校を視察し、「中央民族大学を世界トップクラスの民族大学にしよう」という奮闘目標を提起している。2015年、「中央民族大学憲章」が定められている。同年、大学は「中央民族大学総合改革方案」を打ち出し、「世界的知名度かつ鮮明な教育特色を持つ、ハイレベルの研究型大学」の建設を目指していく。

## 学部
- 中華民族共同体学院
- 民族学・社会学学院
- 中国少数民族言語文学学院
- 文学院
- 歴史文化学院
- 哲学・宗教学学院
- 報道・マスコミ学院
- 外国語学院
- マクス主義学院
- 経済学院
- 管理学院
- 法学院
- 生命・環境科学学院
- 薬学院
- 外国語学院
- 理学院
- 情報工学院
- 音楽学院
- 舞踊学院
- 美術学院
- 体育学院
- 教育学院
- 国際教育学院
- 海南国際学院
- 予科教育学院
- 継続教育学院（幹部訓練部）

## 地方民族大学

### 国家民族事務委員会直属
- 中南民族大学（武漢）
- 大連民族大学（大連）
- 西南民族大学（中国語版、英語版）（成都）
- 西北民族大学（中国語版、英語版）（蘭州）
- 北方民族大学（中国語版）（銀川）

### 地方所属
- 広西民族大学（南寧）
- 青海民族大学（西寧）
- 雲南民族大学（中国語版、英語版）（昆明）
- 黔南民族師範学院（中国語版）（都勻）

## 国際提携
英国のイースト・ロンドン大学とアメリカ合衆国のオレゴン州立大学を主要なパートナーとし、カナダのサイモンフレーザー大学や日本の千葉大学、タイ王国のチュラーロンコーン大学などとも提携する。

### 日本の提携大学
- 大学間提携（17校）

1. 千葉大学
2. 新潟大学
3. 愛媛大学
4. 名古屋市立大学
5. 島根県立大学
6. 関西大学
7. 中央大学
8. 明治大学
9. 法政大学
10. 龍谷大学
11. 沖縄大学
12. 愛知大学
13. 大阪経済法科大学
14. 岐阜聖徳学園大学
15. 桃山学院大学
16. 大東文化大学
17. 立正大学

- 部局間提携（4校）

1. 神戸大学
2. 東北大学
3. 早稲田大学
4. 大谷大学

## 中央民族大学の人物一覧
歴代学長
1. 烏蘭夫 1950 - 1954年
2. 劉格平 1954 - 1957年
3. 劉春 1957 - 1966年
4. 李力（革委会主任）1971 - 1977年
5. 宗群（代理院長）1977 - 1982年
6. 江雲 1982 - 1985年
7. 任世琦 1985 - 1992年
8. 哈経雄 1992 - 1999年
9. 栄仕星 1999 - 2005年
10. 鄂義太 2005 - 2008年
11. 陳理 2008 - 2015年
12. 黄泰岩 2015‐2020年
13. 郭広生 2020年 -

主な卒業生
- トフティ・トゥニヤズ